# Fernando González Laxe
Na esquerda da imagem, Fernando G. Laxe, no meio o ex-candidato Leiceaga, na direita, o ex-Presidente Emilio Pérez Tourinho
Fernando Ignacio González Laxe, nascido na Corunha em 6 de setembro de 1952, é um político galego que foi Presidente da Junta da Galiza com o governo tripartido, entre 28 de setembro de 1987 e 2 de fevereiro de 1990 e professor na Universidade da Corunha.

## Trajetória

### Formação
É graduado e doutor em Economia. Iniciou a sua carreira profissional em 1975 como professor de estrutura económica no Colégio Universitário da Corunha, foi um dos fundadores da ADEGA (Associação para a Defesa Ecológica da Galiza), tornando-se seu secretário geral e filiado ao Partido Socialista Galego (PSG)

### Política
Em 1977 ingressou no Partido dos Socialistas da Galiza (PSdeG, federação galega do PSOE, distinto do PSG) com o qual foi secretário da Junta pré-autônoma em 1978 e posteriormente Vice-Diretor Geral das Pescas (1979-1980). Nas eleições municipais de 1979 foi eleito vereador na Corunha e foi vice-prefeito e porta-voz do PSdeG no conselho até 1982.
González Laxe foi candidato ao Congresso dos Deputados nas eleições gerais de 1977 e ao Senado nas eleições de 1979, sem obter uma cadeira em nenhuma delas.
Após a vitória socialista nas eleições gerais de 1982, foi nomeado Diretor Geral de Gestão Pesqueira do Ministério da Agricultura, Pesca e Alimentação, bem como representante do Reino da Espanha na Conferência Mundial da Pesca da FAO e no II Congresso Latino-Americano de Pesca. De seu cargo no ministério, foi responsável pelas negociações de pesca da Espanha com a Comunidade Económica Europeia.
Em novembro de 1985 foi candidato do PSdeG à presidência da Junta da Galiza, eleições vencidas pela Coaligação Popular e seu candidato Xerardo Fernández Albor formou um governo. Em 1987 González Laxe apresentou uma moção de censura ao governo de Fernández Albor após a saída de Xosé Luís Barreiro, contando também com o apoio da Coligação Galega (CG) e do Partido Nacionalista Galego (PNG-PG) com o qual formou um governo de coligação o 28 de setembro de 1987 com Barreiro como vice-presidente. Sendo Presidente do PSdeG desde 1988 e seu candidato nas eleições regionais de 1989 e apesar de obter os melhores resultados até ao momento para o seu partido (28 representantes) não conseguiu impedir a vitória de Manuel Fraga, candidato do Partido Popular da Galiza (PPdG) por maioria absoluta.
Em 1986 foi nomeado senador representante da Comunidade Autónoma, cargo que ocupou até 1989.

### Retirada da política ativa
Em 2000 deixou o cargo de senador e em 2001 deixou de ser membro do Parlamento da Galiza. Não regressou a cargos políticos e é atualmente Professor de Economia Aplicada na Universidade da Corunha. Em abril de 2009 foi nomeado Presidente do Organismo Público de Portos do Estado.

## Obra em galego
- Estrutura da pesca costeira galega, 1977, Galaxia .